# مورانو
جزيرة مورانو Murano
إحدى أشهر جزر البندقية تبعد حوالي ميل شمال مدينة البندقية تشتهر بإنتاجها زجاج المورانو الأشهر عالميا وخاصة في القرون الوسطى.

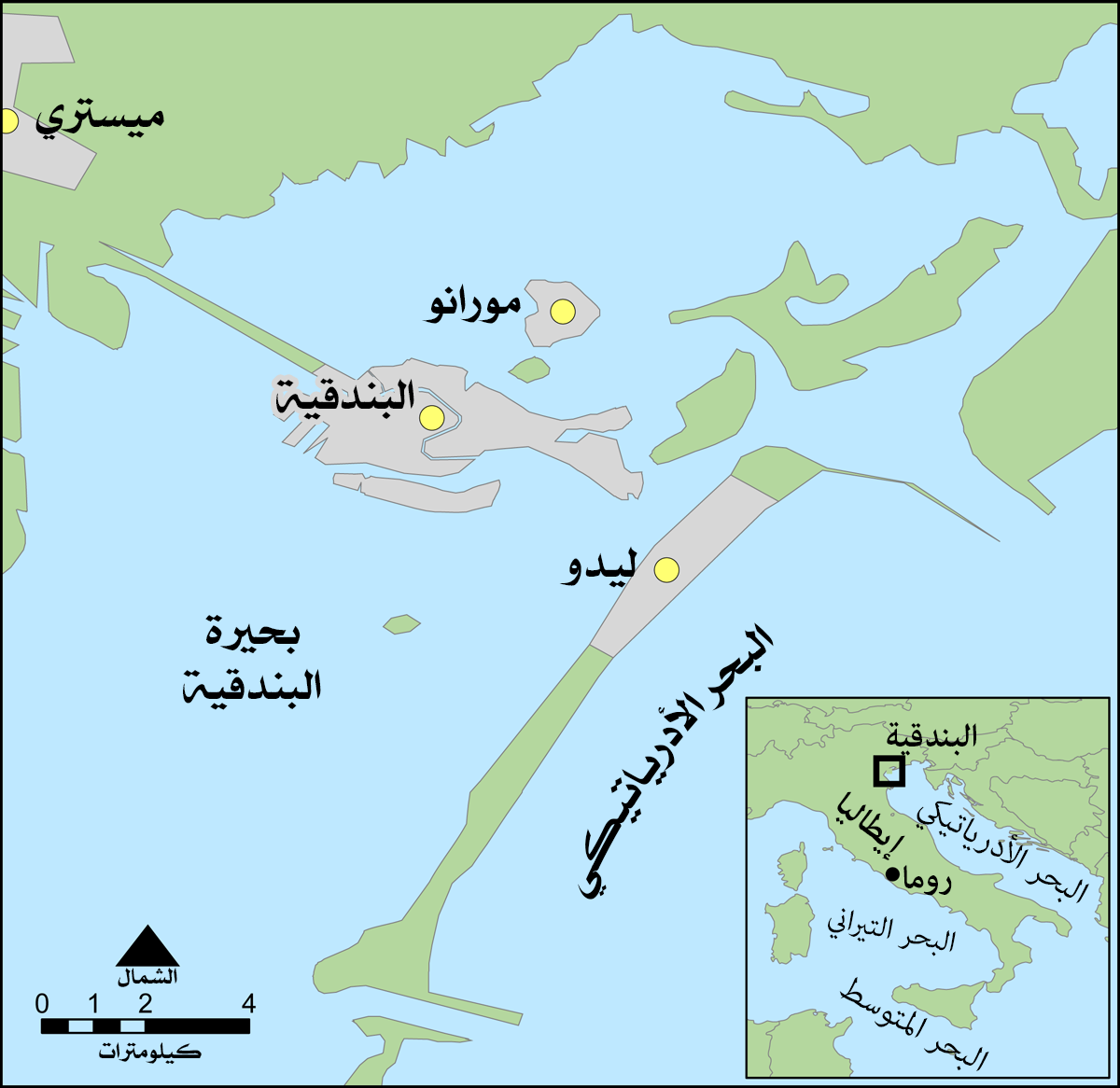
موقع مورانو

## التاريخ
تواجد الرومان في مورانو وازدهرت بكونها ميناء للصيد وبإنتاج الملح في سنة 1291 انتقلت جميع مصانع الزجاج في البندقية إلى مورانو خوفا من الحريق ومن أهم عمارة مورانو كنيسة سانتا ماريا سان دوناتو.

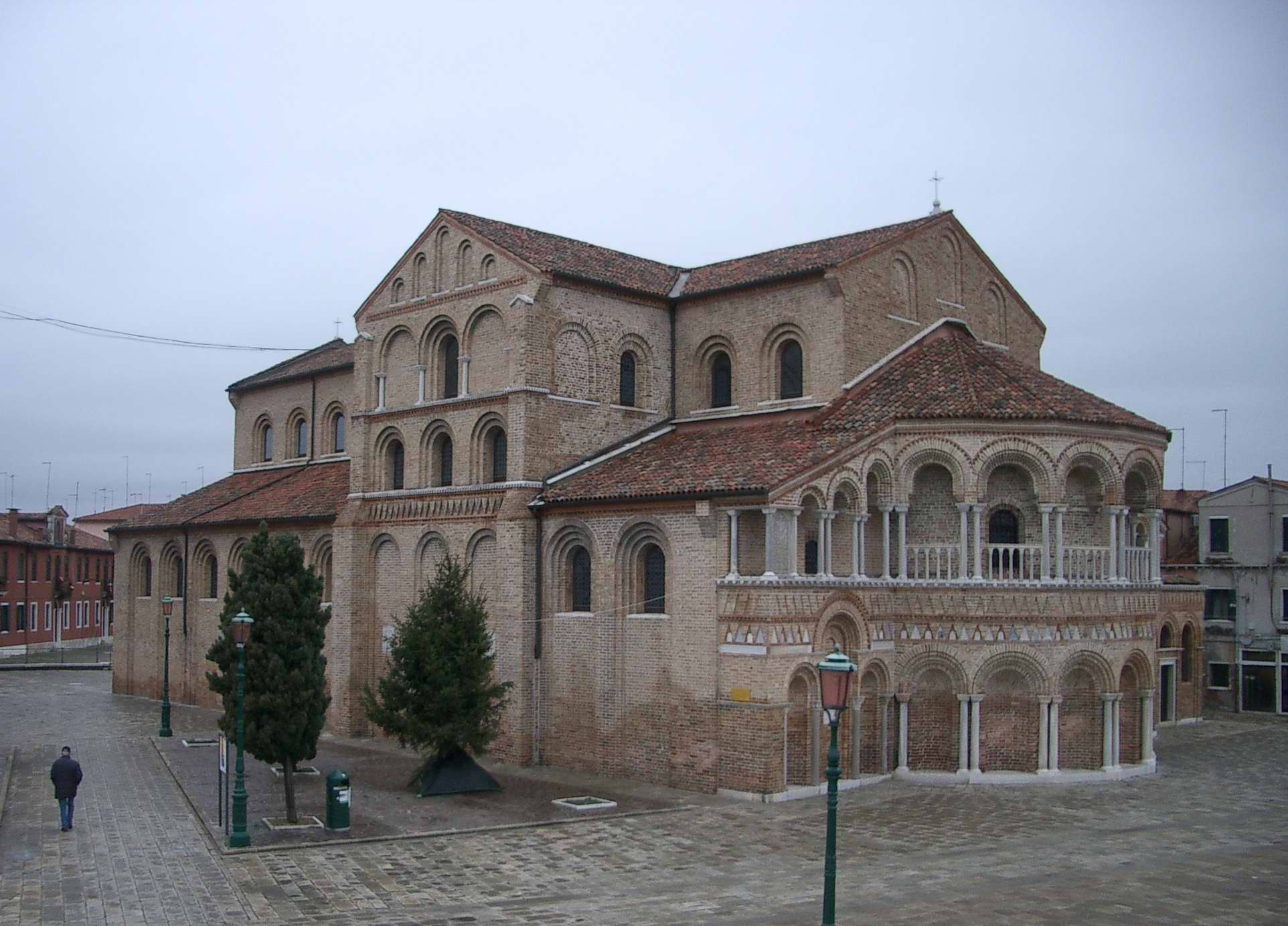
كنيسة سانتا ماريا سان دوناتو